# Wayne Tippit
Pour les articles homonymes, voir Tippit.
Wayne Tippit (né le 19 décembre 1932 à Lubbock, Texas et mort le 28 août 2009 à Los Angeles, en Californie) est un acteur américain.

## Biographie
Wayne Tippit a étudié le drame et l'expression orale à l'université Texas Tech puis à l'université de l'Iowa où il obtient un diplôme en beaux-arts en 1953.
Il a par la suite servi dans l'armée de terre des États-Unis puis produit une émission de radio. À la fin des années 1950, il part vivre à New York pour jouer au théâtre, notamment à Broadway.
Il apparaît dans de nombreuses productions télévisuelles, entre autres C'est déjà demain, un soap opera produit par CBS. En 1989 il déménage à Los Angeles et apparaît dans les séries Diagnostic : Meurtre, Seinfeld, La Loi de Los Angeles, Murphy Brown, X-Files : Aux frontières du réel...
Pendant les années 1990, l'acteur joue dans la série Melrose Place, dans le rôle de Palmer Woodward, le père d'Amanda Woodward (Heather Locklear), et dans le film JFK d'Oliver Stone (1991) dans le rôle d'un agent du FBI.
Wayne Tippit, qui avait reçu une greffe de poumon en 2000, meurt en 2009, à l'âge de 76 ans, au centre médical Cedars-Sinai à cause d'une insuffisance respiratoire.

## Filmographie
- 1959-1965 : The Secret Storm (série télévisée) : Jerry Ames
- 1964 : The Horror of Party Beach de Del Tenney : Drunk Killed by Monster
- 1970 : Dis-moi que tu m'aimes, Junie Moon d'Otto Preminger : Dr Miller
- 1974 : Haine et Passion (série télévisée) : Dr Carl Richards
- 1975 : The Wide World of Mystery (série télévisée)
- 1975 : The Bob Newhart Show (série télévisée) : Pilot
- 1975 : Barnaby Jones (série télévisée) : Wade Swanson
- 1975 : Kate McShane (série télévisée)
- 1975-1976 : 200 dollars plus les frais (série télévisée) : agent Dan Shore
- 1976 : Petrocelli (série télévisée) : Will Lewis
- 1976 : Pipe Dreams de Stephen Verona : Mike Thompson
- 1977 : Le Toboggan de la mort de James Goldstone : capitaine de police Christie
- 1981 : Taps de Harold Becker : adjudant Kevin Moreland
- 1983 : Illusions (TV) de Walter Grauman : Cliff
- 1983 : Rage of Angels (TV) de Buzz Kulik : Dunninger
- 1984 : American Playhouse (TV) : Robert Stripling
- 1985 : American Playhouse (TV) : Mr. Burleigh
- 1985 : Brass (TV) de Corey Allen : Police Commissioner Haines
- 1986 : Vengeance, l'histoire de Tony Cimo (TV) de Marc Daniels : Bill Moon
- 1988 : Histoires de l'autre monde (série télévisée) : magistrat Thomas Branford
- 1988 : Les Incorruptibles de Chicago (série télévisée) : ambassadeur Morgan
- 1988 : Rick Hunter (série télévisée) : Dick Frost
- 1989 : Une journée de fous de Howard Zieff : capitaine Lewitt
- 1989 : When We Were Young (TV) de Daryl Duke
- 1989 : Duo d'enfer (série télévisée)
- 1989 : Code Quantum (série télévisée) : Henry Mackenzie
- 1989 : The Final Days (TV) de Richard Pearce : sénateur Edward Gurney
- 1989 : Alerte à Malibu (série télévisée) : sénateur Thomas Hastings
- 1989 : Money, Power, Murder. de Lee Philips (TV) : Dunphy
- 1989 : Nick Mancuso, les dossiers secrets du FBI (série télévisée) : Tarnworth
- 1989-1990 : La Loi de Los Angeles (série télévisée) : Leo Hackett
- 1990 : Madhouse de Tom Ropelewski : Grindle
- 1990 : Murphy Brown (série télévisée) : John Q. Bryant
- 1990 : Follow Your Heart (TV) de Noel Nosseck
- 1990 : Au-delà du temps (TV) de Bruce Seth Green : agent Landry du FBI
- 1990 : Lifestories (série télévisée) : Chuck McAuliffe
- 1990 : Un flic dans la mafia (série télévisée) : Flanagan
- 1990 : Matlock (série télévisée) : sén. David Hopkins
- 1991 : La Malédiction de Collinwood (série télévisée) : Dr Hiram Fisher
- 1991 : Line of Fire: The Morris Dees Story (TV) de John Korty : Tillman
- 1991 : La loi est la loi (série télévisée) : Hugh Lawson
- 1991 : Equal Justice (série télévisée) : Paul Hauge
- 1991 : Dear John (série télévisée) : le père de Mary Beth
- 1991 : JFK d'Oliver Stone : Frank
- 1992 : Honor Thy Mother (TV) de David Greene
- 1992 : La Famille Torkelson (série télévisée) : Strickland
- 1992 : The Round Table (série télévisée)
- 1992 : Homefront (série télévisée) : Walter Lemo
- 1992 : New York Café (série télévisée) : Bub
- 1992 : Jusqu'à ce que le meurtre nous sépare (TV) de Dick Lowry
- 1992 : Arabesque (série télévisée) : Buck Wilson
- 1992 : Guerres privées (série télévisée)
- 1992 : Dingue de toi (série télévisée) : Manny Gantz
- 1993 : The Ernest Green Story (en) (TV) d'Eric Laneuville
- 1993 : X-Files : Aux frontières du réel (série télévisée, épisode Le Diable du New Jersey) : l'inspecteur Thompson
- 1993 : Diagnostic : Meurtre (série télévisée) : agent du FBI
- 1993-1994 : Melrose Place (série télévisée) : Palmer Woodward
- 1994 : In the Best of Families: Marriage, Pride & Madness (TV) de Jeff Bleckner : Dan Donaldson
- 1994 : Matlock (série télévisée) : assistant D.A. Jerry Carlisle
- 1995 : Too Something (série télévisée) : Howard Miller
- 1995 : The Client (série télévisée) : Maurice Duffin
- 1995 : Seinfeld (série télévisée) : capitaine
- 1996 : Duckman (série animée) (voix)
- 1996 : Something So Right (série télévisée) : Iverson
- 1996 : Diagnostic : Meurtre (série télévisée) : Howard Mitchell
- 1996-1997 : Dark Skies : L'Impossible Vérité (série télévisée) : J. Edgar Hoover
- 1997 : Diagnostic : Meurtre (série télévisée) : Elliott Whitfield
- 1998 : Chicago Hope: La Vie à tout prix (série télévisée) : Walter Emmons
- 1998 : Dancer, Texas, le rêve de la ville de Tim McCanlies : le grand-père de Keller
- 1998 : Les jumelles s'en mêlent (série télévisée) : père Conrad
- 1999 : A Journey in Faith (vidéo) : narrateur
- 2000 : Nurse Betty de Neil LaBute : docteur
- 2003 : The Lyon's Den (en) (série télévisée)
- 2009 : Tim and Eric Awesome Show, Great Job! (TV) : Cinco Supporter